# 豊田神社 (江戸川区)
豊田神社（とよたじんじゃ）は東京都江戸川区の神社。

## 歴史
創建年代は不明である。元々は「神明社」といい、下鎌田村の鎮守であった。
明治時代の神仏分離政策により、別当寺だった長寿院が廃寺になり、長寿院跡地に移転して「豊田神社」に改称した。
境内には、「下鎌田の富士塚」と呼ばれる富士塚がある。1916年（大正5年）に富士講「下鎌田割菱八行講」によって築造されたもので、江戸川区の有形文化財に登録されている。

## 文化財
- 豊田神社の社叢 - 江戸川区指定天然記念物・植物、昭和57年2月8日告示[1]
- 下鎌田の富士塚 - 江戸川区登録有形民俗文化財・民俗資料、昭和58年3月15日告示[4]

## 交通アクセス
- 瑞江駅より徒歩7分（経路案内）。

## 関連文献
- 「下鎌田村」『新編武蔵風土記稿』 巻ノ29葛飾郡ノ10、内務省地理局、1884年6月。NDLJP:763979/65。
香取社「村内の鎮守なり長寿院の持」
長寿院「新義真言宗上小松村正福寺末」